# Xarxa d’Hotels Sostenibles de Balears
La Xarxa d'Hotels Sostenibles de Balears és una organització sense ànim de lucre integrada per empreses del sector hoteler compromeses amb la protecció del medi ambient que volen fomentar l'intercanvi d'experiències mediambientals i contribuir al desenvolupament sostenible de les Illes Balears.

## Breu història sobre la creació de la Xarxa
Durant l'any 2003 es va dur a terme amb l'Institut d'Innovació Empresarial de les Illes Balears (IDI), un projecte pilot d'implantació de sistemes de gestió ambiental, integrant en el mateix els sistemes de qualitat, riscos laborals i el sistema APPCC de seguretat alimentària.
En aquest projecte van participar 20 hotels de diferents cadenes hoteleres i algun hotel independent. Aquest projecte va tenir dos objectius o finalitats complementàries i molt importants:
• Implantar un sistema de gestió integrat, unificant els requisits de tots els 4 sistemes
• Crear una Xarxa d'hotels, que comparteixin resultats d'indicadors de sostenibilitat i intercanviïn experiències.
En els anys 2008-2010, la Xarxa d'Hotels Sostenibles de Balears va comptar amb el suport de la Conselleria de Medi Ambient del Govern Balear, amb el qual es van poder consolidar les activitats de coordinació i promoció, i iniciar el desenvolupament desenvolupat d'una plataforma de gestió d'indicadors ambientals per al sector hoteler.
En l'actualitat, i gràcies al Conveni de col·laboració establert al juny de 2014 amb la FEHM (Federació Hotelera de Mallorca) i l'ACH (Agrupació de Cadenes Hoteleres) per la promoció de la sostenibilitat entre el sector hoteler, la Xarxa d'Hotels Sostenibles s'ha consolidat com a organisme referent del sector hoteler sostenible a les nostres illes, tant per a les empreses hoteleres, touroperadors, els nostres turistes, i altres parts interessades.

## Junta directiva
La Junta Directiva de l'Associació actualment és la següent:
• Presidència: Margarita Ramis Fornés (Grupotel)
• Vice-presidència: vacant temporal
• Tresorera: Cati Horrach (Ivory Playa)
• Secretari: Dirk Robenys (Viva Hotels)
• Vocal: Juan Carretero (Pollentia Club Resort)
• Vocal: Alejo Truyols (Hotel Bonsol)
• Vocal: Miguel Hernández (Hotel Mallorca Palace)